# Лебедєв Сергій Іванович (чекіст)
Сергій Іванович Лебедєв (1900, місто Гороховець, Владимирська губернія, Російська імперія (тепер Владимирська область, Російська Федерація) — розстріляний 4 березня 1939, Москва, СРСР) — радянський діяч органів держбезпеки, начальник УНКВС по Тульській області. Входив до складу особливої трійки НКВС СРСР. Депутат Верховної Ради СРСР 1-го скликання (1937—1938).

## Біографія
Народився в родині стрілочника. Батько помер у 1909 році, Сергій Лебедєв виховувався в притулку. У 1911 році закінчив початкову школу в місті Гороховець, у 1914 році — три класи вищого початкового училища в місті Гороховец. З 1915 по 1918 рік навчався в Мальцевскому ремісничому училищі в місті Владимирі, закінчив три класи.
У 1918 році — розмітник на Гороховецькому суднобудівному заводі. До вересня 1918 року — рахівник Владимирського губернського комітету РКП(б).
У вересні 1918 — жовтні 1919 року — помічник секретаря Владимирської губернської надзвичайної комісії (ЧК).
Член РКП(б) з вересня 1919 по 1922 рік. Був виключений з партії за невиконання рішень Тульської губернської контрольної комісії.
У жовтні 1919 — березні 1922 року — завідувач відділ Тульської губернської ЧК.
У березні — жовтні 1922 року — уповноважений відділу дорожньо-транспортної ЧК, помічник начальника відділу Московського окружного транспортного відділу ДПУ на станції Владимир.
У жовтні 1922 — 1924 року — уповноважений спеціального відділу Псковського губернського відділу ДПУ. У 1924 — лютому 1925 року — начальник контррозвідувального відділу Псковського губернського відділу ДПУ.
З лютого 1925 року — уповноважений економічного відділу Повноважного представництва ОДПУ по Ленінградському військовому округу. У 1925 — липні 1927 року — старший уповноважений Ленінградського окружного транспортного відділу ОДПУ.
Член ВКП(б) з березня 1926 року.
У липні 1927 — березні 1929 року — начальник 6-го відділення економічного відділу Повноважного представництва ОДПУ по Ленінградському військовому округу. У березні 1929 — березні 1930 року — співробітник Повноважного представництва ОДПУ по Ленінградському військовому округу.
У березні 1930 — 1932 року — начальник 3-го відділення економічного відділу Повноважного представництва ОДПУ по Московській області. У 1932—1933 роках — начальник 4-го відділення економічного відділу Повноважного представництва ОДПУ по Московській області. У 1933 — липні 1934 року — помічник начальника економічного відділу Повноважного представництва ОДПУ по Московській області. У липні 1934 — березні 1935 року — помічник начальника економічного відділу УДБ УНКВС по Московській області.
У березні 1935 — грудні 1936 року — начальник економічного відділу УДБ УНКВС по Московській області.
14 — 25 грудня 1936 року — начальник контррозвідувального відділу УДБ УНКВС по Московській області. У грудні 1936 — вересні 1937 року — начальник 3-го відділу УДБ УНКВС по Московській області.
9 — 28 вересня 1937 року — заступник начальника УНКВС по Московській області.
З 28 вересня 1937 по 18 жовтня 1938 року — начальник Управління НКВС по Тульській області. Входив до складу особливої трійки, створеної за наказом НКВС СРСР від 30 липня 1937 року, брав активну участь в сталінських репресіях.
Заарештований 18 жовтня 1938 року. Засуджений Військовою колегією Верховного суду СРСР 4 березня 1939 року до страти. Розстріляний того ж дня. Не реабілітований.

## Звання
- майор державної безпеки (26.12.1935)

## Нагороди
- орден Леніна (11.07.1937)
- знак «Почесний працівник ВЧК-ДПУ (XV)» (4.02.1933)
- знак «Почесний працівник ВЧК-ДПУ (V)» (1932)